# Annan (rzeka w Szkocji)
Annan (gael.-szk. Abhainn Anann) – rzeka w południowo-zachodniej Szkocji o długości około 78 km. Ma swoje źródło na Annanhead Hill, po czym przepływa przez Devil's Beef Tub, Moffat i Lockerbie i wpada do Solway Firth w pobliżu miasta Annan.
W rzece występują między innymi gatunki łososia i pstrąga.